# 曹轩宾
曹轩宾（1980年7月19日—），西安人，是中国音乐人、华语流行歌手、音乐制作人。曲风细腻柔和，以抒情慢歌见长。他所属的经纪公司为海蝶音樂。

## 早年经历
出生于一个音乐世家，在父母的影响下，10岁开始学习打击乐器和钢琴，12岁考入西安音乐学院附中，14岁起就开始在PUB中表演。18岁进入中国中央音乐学院学习打击乐器专业，22岁毕业并在校任教。
2004年，24岁开始尝试担任监制和制作人的工作，也创作一些歌曲，如2005年梁静茹演唱的《可惜不是你》、王力宏演唱的《爱，因为在心中》，2006年制作了萧亚轩发行的《不远》，2007年温岚发行的《同手同脚》，2008年罗志祥发行的《第二顺位》 。

## 演艺经历

### 2008年：出道
发行首支个人单曲《好想家》，同年，入围中国歌曲排行榜最佳制作人。

### 2009年
3月发行单曲《皮皮鲁和鲁西西》，5月参与创作《非常完美》中国版主题曲，6月6日参加湖南卫视《节节高声》 。

### 2010年
1月联手张如意共同打造《女生的歌》MV，2月正式加盟乐华娱乐，担任公司音乐总监，8月为叶一茜创作单曲《Baby，我爱你》，9月为韩庚创作歌曲《say no》 。

### 2011年
参加浙江卫视音乐选秀类节目《非同凡响》获得全国总冠军。

### 2012年
加盟海蝶唱片并发行首张个人EP《你的三次方》，同年获得了全球华语歌曲排行榜最具潜力新人和最受欢迎创作歌手奖。

### 2013年
2013年他与张含韵联合演唱电影《初恋未满》的同名主题曲「初恋未满」。官方MV由鲍比达全程监制录制，MV在首播不到两天的时间里获点击播放超过一百万次。

### 2016年
曹軒賓跨界出任首屆中美經濟論壇形像大使 。

### 2018年
3月，曹軒賓登央視《經典詠流傳》獻唱《別君嘆》 。

### 2019年
12月28/29日，主演音樂劇《屈原》。

### 2023年
9月29日，參與演出的《中央廣播電視總台2023年中秋晚會》播出，在晚會中與黃綺珊共同演唱歌曲《江水謠》

### 2024年
5月2日，參演《聽見彼此音樂會》。

## 作品
- 《你3°》EP，中文名称：你的三次方，2012年5月9日发行
- 《參宿七》首張個人專輯，2013年11月21日发行